# 지구 달력
지구 달력(영어: Geologic Calendar)은 지구의 지질학적 시간을 1년으로 환산하여 나타낸 것이다. 즉, 지구의 첫 날은 1월 1일이고, 오늘의 날짜와 시간은 12월 31일 자정이다.

## 같이 보기
- 우주 달력
- 역법